# Зеаксантин
Зеаксантинът е един от двата каротиноида, които се съдържат в ретината. В централната макула той е преобладаваща съставка, докато в периферната ретина преобладава лутеинът.
Лутеинът и зеаксантинът имат еднакви химически формули и са изомери, но не са стереоизомери. Основната разлика между тях е положението на двойната връзка в един от пръстените. Тази разлика дава на лутеина три хирални центъра, докато зеаксантина има два.
Като хранителна добавка зеаксантинът е хранителен оцветител с Е номер E161h.